# 신안 증도 태평염전
신안 증도 태평염전은 대한민국 전라남도 신안군 증도면 증도에 있는 염전이다. 2007년 11월 22일 대한민국의 국가등록문화재 제360호로 지정되었다.

## 개요
이 염전은 한국전쟁 이후 피난민 구제와 국내 소금 생산 증대를 목적으로 건립하였다. 전증도와 후증도를 둑으로 연결하고 그 사이 갯벌에 조성한 국내 최대의 단일 염전으로, 동서 방향으로 긴 장방형의 1공구가 북쪽에, 2공구가 남쪽에, 남북 방향으로 3공구가 조성되어 있다. 염전 영역에는 목조 소금창고, 석조 소금창고, 염부사, 목욕탕 등의 건축물이 있으며, 자연 생태의 갯벌, 저수지와 함께 천혜의 아름다운 경치를 이루고 있다.

## 같이 보기
- 증도
- 염전

## 참고 자료
- 신안 증도 태평염전 - 국가유산청 국가유산포털